# Rimbusia rufescens
Rimbusia rufescens är en stekelart som beskrevs av Heinrich 1980. Rimbusia rufescens ingår i släktet Rimbusia, och familjen brokparasitsteklar. Inga underarter finns listade.